# 影子恋人
《影子恋人》是一部由Love Drama制作，萨拉萨瓦蒂·翁索姆佩奇执导的浪漫爱情剧。剧集主演有英迪帕·塔尼、奥兰娜特·D·卡芭蕾斯、莎达农·巴伦茜雅嘉、帕泽功·布莎娜瓦迪、弗兰基·威拉帕特、茉拉可·刘等人。主人翁的设定灵感来自于《魔道祖师》，主要讲述了一位母亲将一对龙凤胎当作双胞胎姐妹抚养长大，两人在机缘巧合下喜欢上同一个男人的情感纠葛。剧集于2020年1月10日起在泰国第3电视台播出。

## 演员阵容
- 奥兰娜特·D·卡芭蕾斯 饰演 Kwanoei、Kwanma
- 莎达农·巴伦茜雅嘉 饰演 Kwanoei、Kwanma（整容后）
- 英迪帕·塔尼 饰演 Neua Mek
- 帕泽功·布莎娜瓦迪 饰演 Dutdao（Dao）
- 弗兰基·威拉帕特 饰演 Taifah（Fah），Neua Mek的弟弟
- 茉拉可·刘 饰演 Lalita（Rita）
- 莎高彩·朋莎瓦德 饰演 Piangkwan/ Nalin
- 阿披南·普拉瑟瓦塔纳坤 饰演 Tan